# Richard-Strauss-Konservatorium München
Das Richard-Strauss-Konservatorium als Fachakademie für Musik der Landeshauptstadt München war eine musikalische Ausbildungsstätte für Berufsmusiker und Musiklehrer.

## Geschichte
Das Richard-Strauss-Konservatorium München ging aus zwei Institutionen hervor. 1927 wurde von Jakob Trapp die Private Trapp’sche Musikschule begründet, die fünf Jahre darauf in Trapp’sches Konservatorium der Musik  umbenannt wurde.
Der zweite Vorläufer war die städtische Berufsschule für Musiker, deren Leiter von 1930 bis 1936 der Komponist Hans Lang gewesen war.
1962 übernahm die Landeshauptstadt München die Trägerschaft des künftigen Richard-Strauss-Konservatoriums, das konsolidiert und umstrukturiert und nach dem Komponisten Richard Strauss benannt wurde. Von 1967 bis 1987 war Peter Jona Korn Direktor der Institution.
Das Richard-Strauss-Konservatorium stand in einer ständigen Zusammenarbeit mit der Hochschule für Musik und Theater München sowie der Hochschule für Musik Nürnberg.
Zum 1. August 2008 wurde das Richard-Strauss-Konservatorium in die Hochschule für Musik und Theater München integriert.

## Studium
Das Konservatorium bot die Ausbildung zum Berufsmusiker oder zum Musiklehrer an, die einen Einstieg und eine qualifizierte Grundlage für viele weitere Musikerberufe bieten.
Sämtliche angebotenen Studiengänge schlossen mit einem pädagogischen oder künstlerischen Diplom ab. Die Vordiplom- und Diplomprüfungen wurden vor einer Kommission abgelegt, die sich aus Vertretern einer Hochschule (je nach Studiengang die Hochschule für Musik und Theater München oder die Hochschule für Musik Nürnberg) und Dozenten des Konservatoriums zusammensetzte. Das Zeugnis wurde von der jeweils kooperierenden Hochschule ausgestellt.

## Fächer und Fachbereiche
Das Fächerangebot umfasste eine Vielzahl von Instrumenten sowie die Fächer Gesang und Jazz, Volksmusik und Elementare Musikerziehung sowie Katholische und Evangelische Kirchenmusik.
Als Fachbereiche wurden angeboten:
- Kammermusik
- Orchester, Chor
- Musikpädagogik, Methodik/Didaktik, Unterrichtspraxis, Praktika, Elementare Musikpädagogik, Rhythmisch-musikalische Erziehung, Ensemble und Arrangement sowie Orffsche Instrumente
- Musiktheorie, Gehörbildung, Komposition
- Klavier, Konzertharfe
- Gesang, Stimmbildung, Sprecherziehung
- Kirchenmusik, Orgelmusik
- Volksmusik, Zupfinstrumente, Akkordeon
- Streichinstrumente
- Holzblasinstrumente
- Blechblasinstrumente, Pauken/Schlagzeug
- Jazz
- Alte Musik, historische Tasteninstrumente, Blockflöte, Traversflöte, Barockvioline, Viola da gamba
- Opernschule
- Liedbegleitung, Korrepetition
- Veranstaltungen, öffentliche Musikdarbietung

## Bekannte Dozenten (Auswahl)
- Karl Betz
- Hermann Breuer
- Michael Eberth
- Wilfried Hiller
- Gerhard Jenemann
- Wilhelm Keilmann
- Peter Kiesewetter
- Wilhelm Killmayer
- Martin Maria Krüger
- Harald Lillmeyer
- Kurt Maas
- Urszula Mitrenga-Wagner
- Hans Posegga
- Rolf Quinque
- Gerd Starke
- Hans Rudolf Zöbeley
- Hans Winterberg

## Bekannte Absolventen (Auswahl)
- Mathias Achatz
- Ute Baum
- Ludwig Baumann
- Josef Beischer
- Peter Bubmann
- Gregor Bürger
- Benedikt Brydern
- Stefan Dettl
- Susanne Drexl
- Karl Edelmann
- Markus Elsner
- Johannes Enders
- Max Greger
- Joe Haider
- Sabine Hass
- Michael Hofstetter
- Dieter Kraus
- Axel Kühn
- Claudia Kunz-Eisenlohr
- Andreas Lechner
- Christian Ludwig Mayer
- Nick McCarthy
- Gregor Otto Papadopoulos
- Olivia Pop
- Franziska Rabl
- Claus Reichstaller
- Harald Rüschenbaum
- Gerlinde Sämann
- Wolfgang Sawallisch
- Marianne Schech
- Berthold Schick
- Matthias Schriefl
- Stefanie Schumacher
- Stefan Temmingh
- Christa Williams
- Markus Zahnhausen
- Jan Zehrfeld
- Thomas Zoller